# Ischia (goletta)
L'Ischia è stata una goletta ad elica della Regia Marina. 

## Caratteristiche
Scafo in legno con carena ricoperta di rame, la nave era capoclasse di una classe di cinque unità, costruite tra il 1866 ed il 1869 in seguito ad uno stanziamento straordinario votato nel 1864. Progettate come piccole ed economiche unità per compiti di guardia costiera – necessità sentita soprattutto nel Sud Italia, per contrastare il brigantaggio, la pesca abusiva, la guerriglia filoborbonica, la fuga in Africa dei renitenti alla leva, l'emigrazione clandestina, lo sviluppo della criminalità organizzata ed il contrabbando –, le golette della classe Ischia erano navi di modeste prestazioni, destinate inizialmente alla vigilanza doganale per conto dell'Amministrazione Finanziaria. Mediante tali unità venne costituito un servizio permanente di sorveglianza delle coste da Venezia a Porto Empedocle.
L'apparato propulsivo, prodotto dalla Ditta Ansaldo di Sampierdarena, consisteva in una macchina alternativa a vapore di scarsa potenza (la macchina dell'Ischia, la più potente, sviluppava 195 HP o 144 kW) che, alimentata da due caldaie parallelepipede a ritorno di fiamma (che scaricavano i loro fumi di combustione mediante un alto fumaiolo sistemato subito a proravia dell'albero di maestra), azionava una singola elica, permettendo il raggiungimento di una velocità massima di otto nodi. Le unità della classe Ischia avevano inoltre una ridotta velatura, costituita da due alberi (trinchetto e maestra) attrezzati a vele auriche (armamento velico a goletta).
Le golette della classe Ischia disponevano anche di un limitato armamento, la cui entità iniziale non è nota, ma che nel 1887 venne sostituito da due cannoni da 80 mm.

## Storia
Impostata nei cantieri di Castellammare di Stabia nel 1866, l'Ischia venne varata nel 1867 e completata nel 1868. Inizialmente la goletta, mantenendo come equipaggio personale della Regia Marina, venne posta sotto il controllo dell'Amministrazione delle Finanze, assolvendo compiti doganali e contrastando il brigantaggio e la piccola pirateria, ispezionando inoltre le navi in navigazione alla volta di Tunisi, e più generalmente del Nordafrica, per verificare che non avessero a bordo disertori o renitenti alla leva.
L'unità venne impiegata in tali compiti per alcuni anni, per poi essere disarmata a Napoli sino al febbraio 1879, quando venne rimessa in armamento ed adibita a compiti di sorveglianza sulla sanità marittima nei dintorni di Napoli.
Nel novembre 1879 la goletta ebbe il compito di recarsi in Mar Rosso per effettuarvi rilevamenti idrografici. Di fatto tale missione includeva la creazione delle premesse per la fondazione di una colonia in Eritrea (ruolo delle navi italiane era tra l'altro il «mostrare la bandiera» nell'area interessata): insieme all'Ischia venne infatti destinata in Mar Rosso anche la cannoniera corazzata Varese, che partì da Napoli il 15 novembre 1879, per poi essere rimpiazzata a Zante, l'8 dicembre, dal meno appariscente avviso a ruote Esploratore, dato che si voleva mascherare il proposito di fondare una nuova colonia. L'Ischia arrivò ad Assab il 10 gennaio 1880; durante la permanenza in acque eritree, la nave scandagliò la baia di Assab ed effettuò rilevamenti delle coste della Dancalia, ma effettuò anche, con successo, missioni diplomatiche presso i diffidenti, e spesso apertamente ostili, capi dancali, difendendo inoltre i diritti di proprietà e sovranità della società Rubattino, che aveva acquistato la baia di Assab. Fu proprio a bordo della goletta, ormeggiata a Scheick Durchan, che l'agente della società Rubattino firmò il primo contratto con cui il sultano dancalo di Raheita cedeva parte del proprio territorio. L'Ischia fu inoltre la prima nave da guerra italiana a penetrare sino in fondo nel golfo di Tagiura, nel ‘mare interno' chiamato Gubbet el Harab. L'equipaggio della nave, insieme a quello dell'Esploratore, partecipò alla costruzione delle installazioni a terra (pontile di 60 metri, scalo di alaggio, forno, distillatore, pozzi d'acqua dolce) ad Assab. La goletta fece infine ritorno in patria nel dicembre 1880: per parte del tragitto la nave venne trainata dal piroscafo Sumatra, e nei pressi delle coste italiane affrontò un violentissimo fortunale.
Nel 1882 e 1883 l'Ischia fu di stazione a Livorno, effettuando diverse missioni di soccorso a navi in pericolo.
Nel 1884 e 1885 la goletta ebbe utilizzo per compiti di vigilanza sanitaria sulle coste sarde (che nell'agosto 1884 espletava con base a Sassari), per rilevamenti idrografici e quale nave scuola per allievi Fuochisti. Nel 1888 l'unità venne destinata, ancora come nave scuola, all'istruzione marinaresca degli allievi Operai (Mozzi Apprendisti Operai), venendo rimpiazzata in tale ruolo, nel luglio 1892, dalla goletta Mestre.
Prima unità della propria classe ad essere radiata, il 26 maggio 1898 (le altre quattro golette vennero tutte radiate il 30 agosto 1903), l'Ischia venne denominata G.M. 9 ed ancora utilizzata per qualche tempo quale pontone guardaporto a Napoli, prima della demolizione.